# Chamaeleo laterispinis
Chamaeleo laterispinis este o specie de cameleon din genul Chamaeleo, familia Chamaeleonidae, ordinul Squamata, descrisă de Arthur Loveridge în anul 1932. Conform Catalogue of Life specia Chamaeleo laterispinis nu are subspecii cunoscute.